# Artie Ratcliffe
Arthur Ratcliffe, conegut com a Artie Ratcliffe   (Yorkshire, c. 1926 - Illa de Man, 25 de maig de 2009) va ser un pilot de trial anglès que va destacar en competició durant les dècades del 1940 i 1950. Al llarg de la seva carrera va guanyar diverses proves importants, entre elles el British Experts Trial (1947 i 1949), els Sis Dies d'Escòcia (1950 i 1954), els Dos Dies de Man (1955) i l'Scott Trial (1957).
Nascut a Yorkshire, Ratcliffe va competir durant dues dècades com a membre del motoclub de Bradford i va pilotar especialment motocicletes Matchless i Triumph fins que es va retirar, a la dècada del 1960. El 1973 es va traslladar a l'illa de Man, on va viure fins a la seva mort, que li va arribar a 83 anys.

## Palmarès
- 2 victòries als Sis Dies d'Escòcia de Trial (1950, 1954)
- 1 victòria al Scott Trial (1957)
- 2 victòries al British Experts Trial (1947, 1949)
- 1 victòria als Dos Dies de Trial de Man (1955)